# Erya
Erya (te vertalen als Benadering van elegantie of Toenadering tot het oprechte) is een Chinees woordenboek uit de 3e eeuw v.Chr., de late Zhou of de vroege Han-tijd. Het boek bevat trefwoorden over onder meer flora en fauna en verder verklarende aantekeningen over begrippen uit andere klassieke Chinese werken. Juist door dit laatste wordt het werk sinds de Tang-dynastie gerekend tot de Confucianistische Klassieken.

## Betekenis van de titel 'Erya'
Volgens Shiming (釋名), een Chinees woordenboek uit de 2e eeuw na Chr. is 爾 ("ěr") een woordspeling op 昵 ("nì", 'nabij, intiem, naderen') en kan 雅 ("yǎ") worden vertaald met 'juist, verfijnd, elegant, oprecht'. De titel "Erya" betekent dan: 'benadering van datgene wat juist, verfijnd, elegant of oprecht is'.

## Ontstaan
Het werk werd voor het eerst vermeld in Hanshu en had toen reeds de huidige vorm en inhoud. Volgens Zhang Yi (張揖), die rond 230 na Chr. de 'Uitbreiding van de Erya' (Guangya, 廣雅), een aanvulling op de Erya) samenstelde, was de Hertog van Zhou de samensteller van het boek. Hieraan werd later getwijfeld, omdat in het boek ook werken uit de late Zhou-tijd werden geciteerd. De huidige gangbare wetenschappelijke opvatting is in 1931 verwoord door de Zweedse sinoloog Bernhard Karlgren (1889-1978). Volgens hem was het werk in de loop van de derde eeuw v.Chr. samengesteld door verder onbekende auteurs.
De twee belangrijkste commentaren op het werk zijn het 'Commentaar op de Erya' (Erya zhu, 爾雅注) door Guo Pu (郭璞, 276-324) en het 'Subcommentaar op de Erya' (Erya shu, 爾雅疏) door Xing Bing (邢昺, 931-1010). Deze werken vormen sinds de Yuan-dynastie een integraal onderdeel van Erya.

## Inhoud
Erya wordt vaak een woordenboek genoemd. Dit is zeker van toepassing op de eerste drie hoofdstukken. Daar worden obscure woorden en abstracte begrippen uit andere klassieke teksten uitgelegd en zijn de karakters volgens hun betekenis gerangschikt. De overige zestien hoofdstukken beschrijven echter concrete zaken, zoals flora, fauna, architectuur, astronomie en muziek. Hierdoor lijken die hoofdstukken meer op een repertorium of een encyclopedisch overzicht dan op een woordenboek. In zeven van die hoofdstukken (4, 8, 9, 10, 12, 18 en 19) zijn de trefwoorden taxonomisch ingedeeld. De laatste zeven hoofdstukken beschrijven meer dan 590 trefwoorden uit de flora en fauna. De titel van elk hoofdstuk begint met shi (釋, 'uitleg'):
| Nr  | Titel           | Vertaling                        | Onderwerpen                                                                  |
| --- | --------------- | -------------------------------- | ---------------------------------------------------------------------------- |
| 1.  | Shi Gu, 釋詁    | Uitleg van oude woorden          | werkwoorden, bijvoeglijk gebruikte woorden, bijwoorden, grammaticale affixen |
| 2.  | Shi Yan, 釋言   | Uitleg van woorden               | werkwoorden, bijvoeglijk gebruikte woorden, bijwoorden                       |
| 3.  | Shi Xun, 釋訓   | Uitleg van twee karakter woorden | bijvoeglijk gebruikte woorden en bijwoorden met verdubbeling                 |
| 4.  | Shi Qin, 釋親   | Uitleg over verwantschap         | verwantschap, huwelijk                                                       |
| 5.  | Shi Gong, 釋宮  | Uitleg over architectuur         | architectuur, constructie                                                    |
| 6.  | Shi Qi, 釋器    | Uitleg over gebruiksvoorwerpen   | gereedschappen, wapens, kleding                                              |
| 7.  | Shi Yue, 釋樂   | Uitleg over muziek               | muziek, muziekinstrumenten, dans                                             |
| 8.  | Shi Tian, 釋天  | Uitleg over astronomie           | astronomie, astrologie, kalender, weer                                       |
| 9.  | Shi Di, 釋地    | Uitleg over geografie            | geografie, geologie, plaatselijke overleveringen                             |
| 10. | Shi Qiu, 釋丘   | Uitleg over heuvels              | topografie, geomantie                                                        |
| 11. | Shi Shan, 釋山  | Uitleg over bergen               | (bekende) bergen                                                             |
| 12. | Shi Shui, 釋水  | Uitleg over rivieren             | rivieren, navigatie, irrigatie                                               |
| 13. | Shi Cao, 釋草   | Uitleg over kleinere planten     | granen, kruiden, groenten, grasachtigen                                      |
| 14. | Shi Mu, 釋木    | Uitleg over bomen                | bomen, struiken, botanische begrippen                                        |
| 15. | Shi Chong, 釋蟲 | Uitleg over dieren met pantsers  | insecten, spinnen, reptielen                                                 |
| 16. | Shi Yu, 釋魚    | Uitleg over vissen               | vissen, amfibieën, schaaldieren, reptielen                                   |
| 17. | Shi Niao, 釋鳥  | Uitleg over vogels               | vogels, pluimvee                                                             |
| 18. | Shi Shou, 釋獸  | Uitleg over wilde dieren         | wilde dieren, mythische beesten                                              |
| 19. | Shi Chu, 釋畜   | Uitleg over tamme dieren         | veestapel, huisdieren, pluimvee, begrippen uit de dierkunde                  |

## Concordantie
Voor gebruik van de Erya is een concordantie essentieel:
- (zh)  Zhihua He 何志華, Concordances to the Erya/ Concordances to the Xiaojing 爾雅逐字索引/ 孝經逐字索引 (Er ya zhu zi suo yin/ Xiao jing zhu zi suo yin), Xianggang (= Hongkong) (Shang wu yin shu guan) 1995 香港 (商務印書館) 1995, ISBN 9620742893.

Verschenen in de serie: The Chinese University of Hong Kong Institute of Chinese Studies the ICS ancient Chinese texts concordances series. Classical works, no. 16-17 香港中文大學中國文化研究所先秦兩漢古籍逐字所引叢刊. 經部, 第16-17種 (Xianggang Zhong wen da xue Zhongguo wen hua yan jiu suo xian Qin liang Han gu ji zhu zi suo yin cong kan. Jing bu, di 16-17 zhong).

## Vertalingen
Gezien de aard van het werk bestaan er geen vertalingen van Erya. Wel zijn er twee studies in westerse talen die enkele hoofdstukken uit Erya vertalen (en analyseren):
- Coblin, W. South, An Introductory Study of Textual and Linguistic Problems in the Erh-ya, Doctoral (PhD) Dissertation, University of Washington 1972, analyse van de hoofdstukken 1-3.
- Carr, Michael E., A Linguistic Study of the Flora and Fauna Sections of the Erh ya, Doctoral (PhD) Dissertation, University of Arizona 1972, analyse van de hoofdstukken 13-14.

Beide dissertaties zijn niet gedrukt, maar wel beschikbaar als microfilm.